# Tylko instynkt
Tylko instynkt (ang. Once Were Warriors) – nowozelandzki dramat filmowy z 1994 roku napisany przez Riwię Brown oraz wyreżyserowany przez Lee Tamahoriego. Wyprodukowany przez Fine Line Features. Film powstał na podstawie powieści Alana Duffa Once Were Warriors. Główne role w filmie zagrali Rena Owen i Temuera Morrison.
Premiera filmu miała miejsce w Nowej Zelandii 2 września 1994 roku. W Polsce premiera filmu odbyła się 12 października 1995 roku.

## Fabuła
Film opisuje historię małżeństwa Beth (Rena Owen) i Jake’a (Temuera Morrison) Heke’ów – potomków Maorysów nowozelandzkich. Wraz z piątką dzieci mieszkają na przedmieściach Auckland. Bezrobotny Jake nadużywa alkoholu, pod wpływem którego staje się agresywny i bije żonę. Ta patologiczna sytuacja odbija się na dzieciach a w końcu doprowadza do tragedii.

## Obsada
- Rena Owen jako Beth Heke
- Temuera Morrison jako Jake „the Muss” Heke
- Julian Arahanga jako Nig Heke
- Mamaengaroa Kerr-Bell jako Grace Heke
- Taungaroa Emile jako Boogie Heke
- George Henare jako pan Bennett
- Cliff Curtis jako Bully
- Pete Smith jako Dooley
- Calvin Tuteao jako Taka
- Shannon Williams jako Toot

i inni